# Claude Rouiller
Pour les articles homonymes, voir Rouiller.
Claude Rouiller est un magistrat suisse, né le 22 juin 1941 à Martigny.
Avocat, juge fédéral et professeur de droit, il est réputé pour ses publications et ses nombreuses enquêtes administratives sur différents scandales administratifs et judiciaires romands. Il préside le Tribunal fédéral de 1995 à 1997.

## Biographie

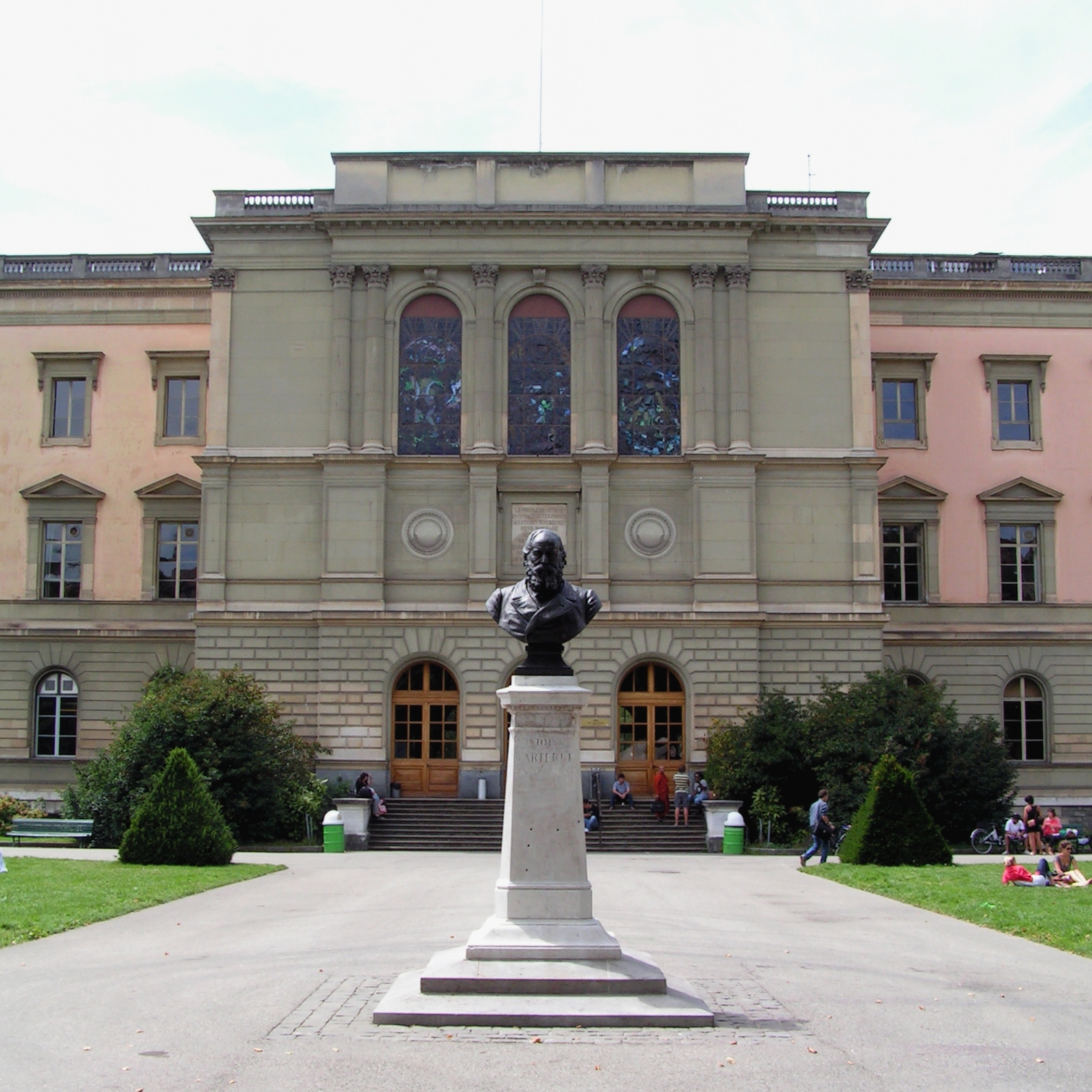
Université de Genève depuis le parc des Bastions

### Enfance et formation
Claude Rouiller est né le 22 juin 1941 à Martigny (Valais),. Il accomplit sa scolarité classique au collège de l'Abbaye de Saint-Maurice.
Après ses études à Bâle et Genève, il obtient en 1964 et 1965 son diplôme de notaire et son brevet d'avocat dans le canton du Valais,. Quelques années plus tard, il devient docteur en Droit devant l'université de Genève en 1987.

### Carrière juridique

#### Carrière institutionnelle helvétique
Jusqu'en 1980, Claude Rouiller se consacre à ses activités d'avocat et de notaire tout en occupant différentes fonctions politiques locales,. À partir de 1975, le parti socialiste lui offre son soutien pour une candidature de juge fédéral. Il devient ainsi juge suppléant auprès du Tribunal fédéral, fonction qu'il occupera pendant 4 ans. En 1979, il est élu juge fédéral et se consacre à ce poste à partir de 1980.

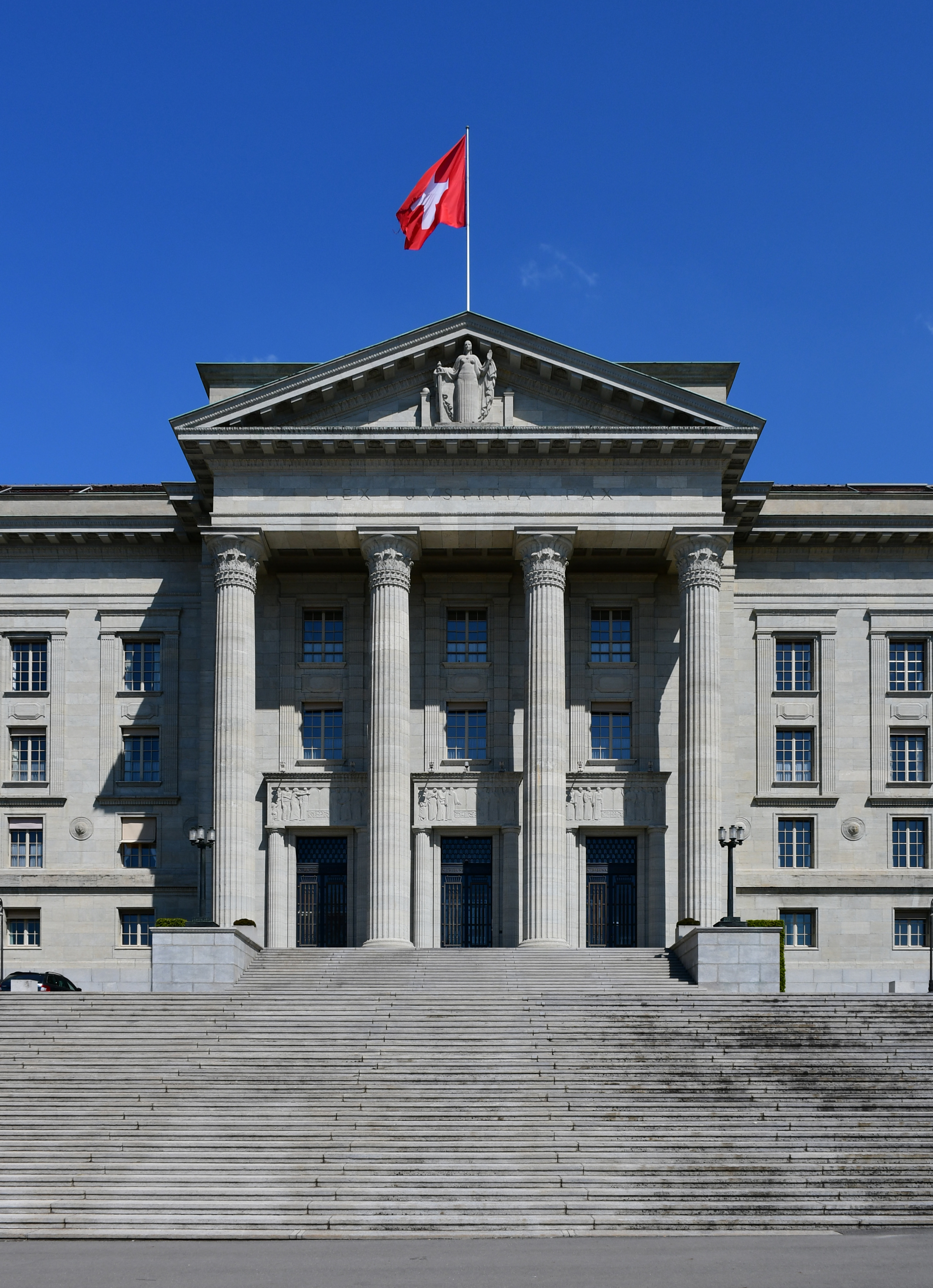
Portique du Tribunal fédéral suisse (Lausanne)

Claude Rouiller occupe sa fonction de juge fédéral durant 17 ans,,. Spécialisé en droit constitutionnel et en droit administratif, il oriente son action sur les sujets de société comme le combat pour l'égalité. Ainsi, il participe aux débats qui voient le Tribunal fédéral prononcer l'anti-constitutionnalité d'une Landsgemeinde exclusivement masculine. Arrivé au sommet de sa carrière fédérale, il devient président du Tribunal fédéral de 1995 à 1997 avant de se retirer de l'institution, gagné par une certaine lassitude.

#### Conseil et enseignement

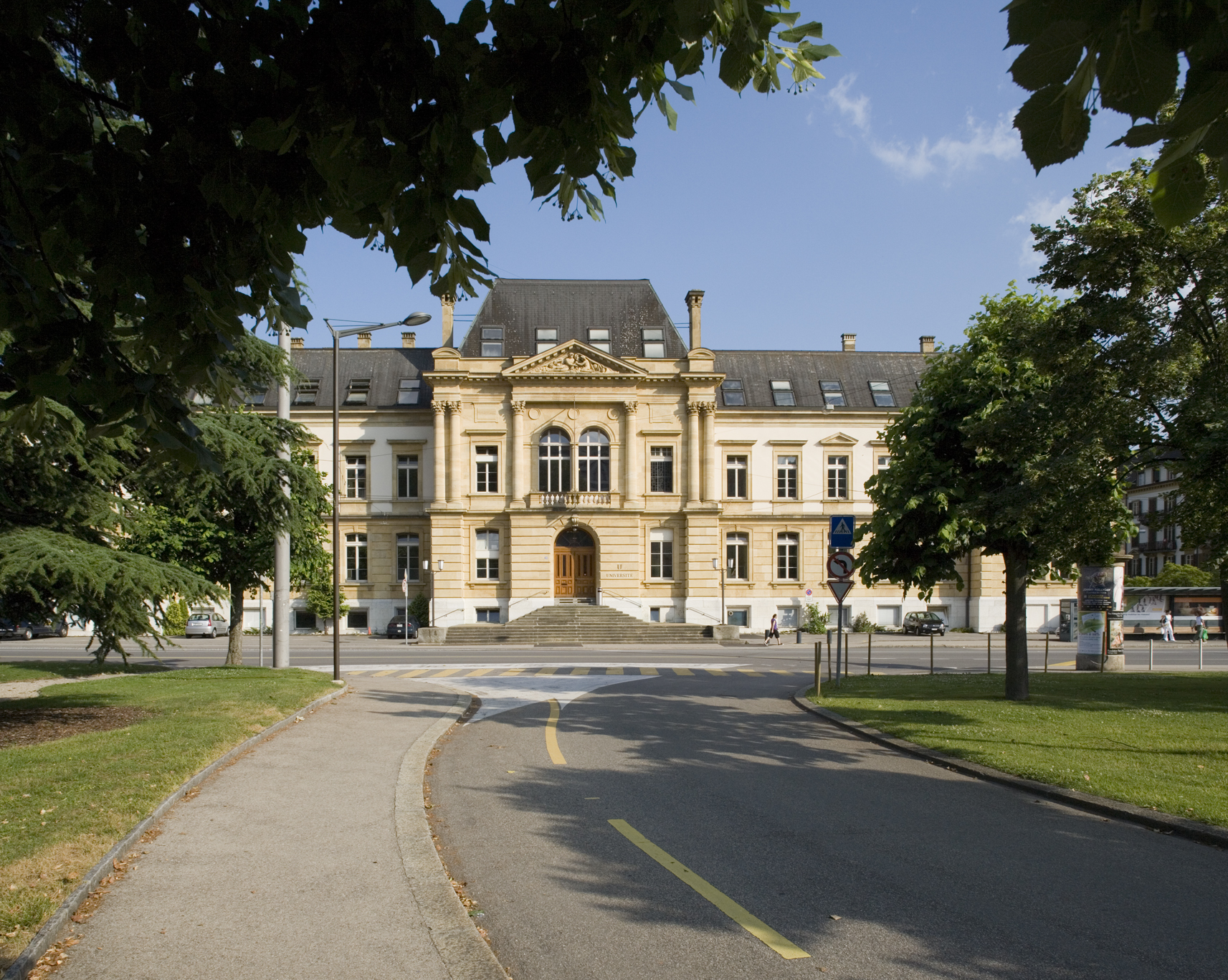
Université de Neuchâtel

Les années suivantes, il se consacre principalement à l'enseignement et à différents mandats sur des problématiques juridiques (expertises, arbitrages). Il est ainsi professeur à l'université de Neuchâtel, publie régulièrement des articles et ouvrages académiques ou grand public et donne des interviews, principalement sur la question des libertés fondamentales et individuelles ainsi que de leur pratique,,,. 
En parallèle, Claude Rouiller poursuit ses activités juridiques au sein d'organisations internationales. Dès 1997, il est élu membre du Tribunal administratif de l'OIT (Organisation Internationale du Travail), dont il assume la présidence de 2014 à 2017. De 1997 à 2017, il préside également le Tribunal de la bourse suisse (SIX). Enfin, il fait partie d'autres organisations comme le Tribunal d'appel Gavi alliance de la Fondation Bill et Melina Gates - qu'il préside - ou des tribunaux administratifs de l'Agence spatiale européenne (ESA) et de l'EUMETSAT.
Son expérience et ses connaissances juridiques font de lui un personnage clé pour réaliser des enquêtes indépendantes sur des affaires et des dysfonctionnements administratifs, judiciaires ou pénitentiaires. Ses enquêtes les plus connues concernent :
- le décès de Skander Vogt au pénitencier de Bochuz (Vaud)[11],[12]
- l'évasion de Jean-Louis B. de l'établissement d'exécution des peines de Bellevue (Neuchâtel)[13]
- les dysfonctionnements des autorités de protection de l'enfance vaudoise lors d'une affaire d'abus sur mineurs[14]
- la levée de l'immunité du conseiller d’État neuchâtelois Frédéric Hainard (Parti libéral-radical)[15]
- la défense du conseiller communal (Union démocratique du centre) de la Chaux-de-Fonds, Jean-Charles Legrix, lors de sa procédure de destitution[16],[17]
- la restructuration de la Fondation des immeubles pour les organisations internationales (FIPOI) à Genève[18]
- l'affaire des constructions illicites de Verbier[19]
- l'élection chahutée de magistrats du Ministero pubblico de la République et Canton du Tessin (Procura e Consiglio della magistratura, radiografia in 90 pagine, di Jacopo Scarinci e Andrea Manna)

Dans ses travaux d'enquête, Claude Rouiller dirige son action dans un but pragmatique. À ses yeux, l'établissement de la vérité par l'étude des faits doit mener à la réalisation de mesures correctrices concrètes.

« Il faut prendre les faits comme ils sont, chercher à comprendre pourquoi ils se sont produits et tout faire pour qu’ils n’arrivent plus. »

— Claude Rouiller, interview à L'Illustré en 2018
Ses prises de positions publiques pour défendre les libertés fondamentales, notamment sur des sujets sensibles comme le régime pénitentiaire de l'internement (décès de Skander Vogt), sont l'objet de critiques parfois virulentes sur les médias sociaux et internet. En 2015, il lance une procédure judiciaire et obtient le retrait de propos insultants. À cette occasion, il rappelle que la liberté d'expression n'est pas absolue et ne doit pas protéger la violence.

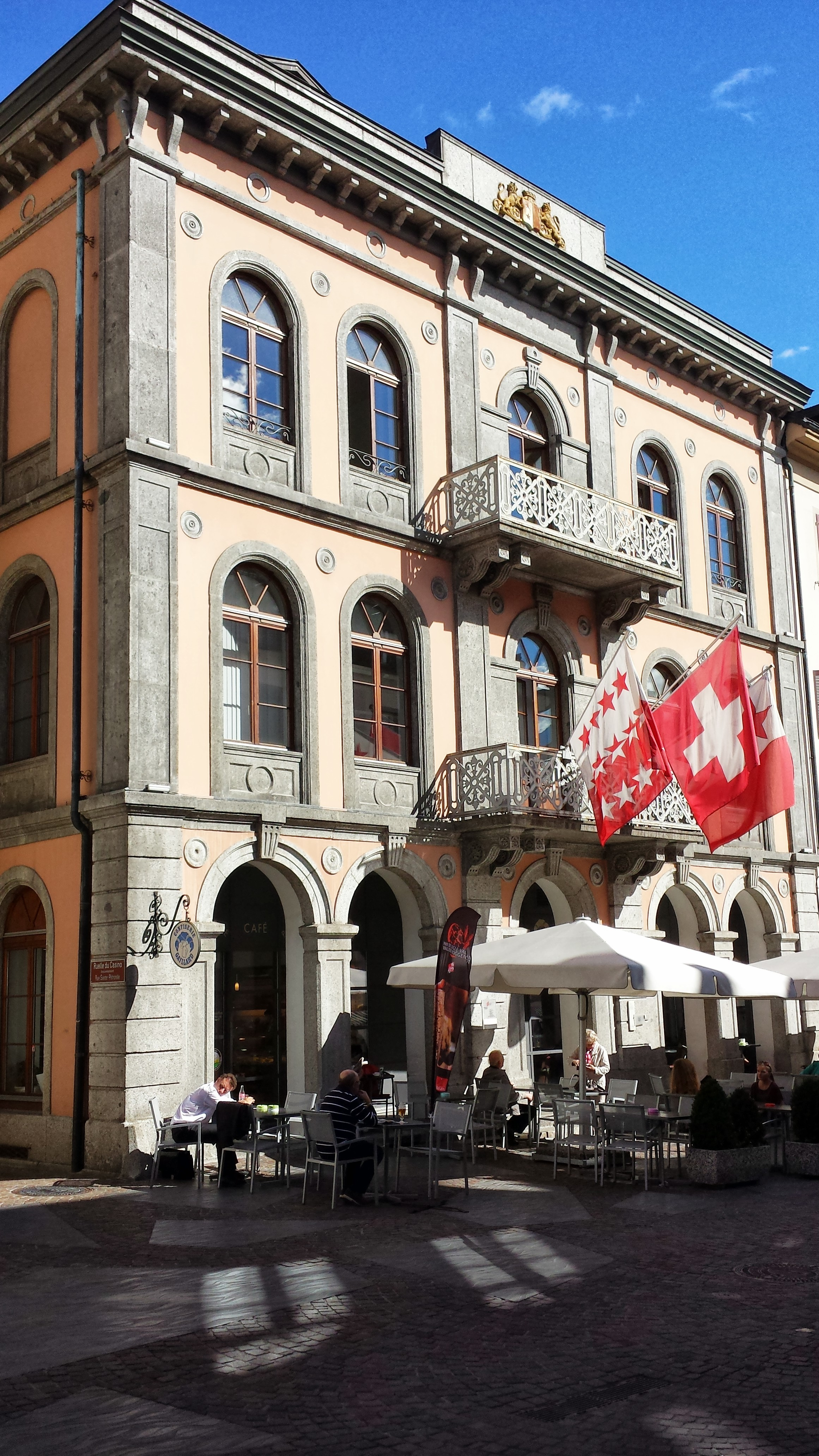
Lieu de réunion du Grand conseil valaisan (Sion)

### Activités politiques
En parallèle de ses activités d'avocat et de notaire, Claude Rouiller occupe différentes fonctions politiques locales. Sous l'étiquette du Parti socialiste suisse, il siège à l'exécutif de Saint-Maurice de 1968 à 1976. Élu au Grand conseil valaisan en 1969, il occupe un siège de député au sein de cette instance jusqu'en 1979 et son entrée au Tribunal fédéral. Il a par ailleurs été le porte-parole du groupe socialiste au Grand Conseil,.

### Homme de lettres et bibliophile
De formation humaniste, Claude Rouiller apprécie les lettres et la bibliophilie. Il est ainsi l'auteur en 2009 d'un ouvrage sur la vie rurale et montagnarde disparue (Au Pays valaisan d’Outre-Rhône, entre histoire et légende). Amateur de livres anciens, il a rédigé la préface du catalogue Crimes et Châtiments à l'occasion de la vente de la « Bibliothèque Philippe Zoummeroff » sur la criminalité à Drouot en 2014.
Un liber amicorum rédigé dans les trois langues officielles de la Confédération suisse et intitulé "Mélanges en l'honneur de Claude Rouiller" lui est dédié en 2016.

## Publication
- Claude Rouiller, Au Pays valaisan d'Outre-Rhône - Dorénaz, entre histoire et légende, Sierre, Éditions Monographic, 2009, 289 p.  (ISBN 978-2-883-41191-3)